# Phare de l'île Deal
Le phare de l'île Deal (en anglais : Deal Island Lighthouse)  est un phare situé sur l'île Deal dans l'archipel Kent en Tasmanie, en Australie.  Il est achevé en 1848, automatisé en 1921 et désactivé en 1992. Il s'élève à 305 m au-dessus du niveau de la mer, ce qui en fait le phare le plus élevé d'Australie.

## Caractéristiques
Le phare est une tour ronde, blanche, de briques, d'une hauteur de 24 mètres, qui s'élève à 305 mètres au-dessus de la mer.

## Codes internationaux
- ARLHS[2] : AUS-064
- NGA : néant
- Admiralty[3] : néant